# Medio Parnaiba Piauiense (tiểu vùng)
Medio Parnaiba Piauiense là một tiểu vùng thuộc bang Piauí, Brasil. Tiều vùng này có diện tích 8334 km², dân số năm 2007 là 125064 người.